# Agape (Krater)
Agape ist ein Einschlagkrater auf Ariel, dem viertgrößten Mond des Planeten Uranus. Agape hat einen mittleren Durchmesser von 34 km und befindet sich auf Ariel zwischen 46,5 und 47,3° südlicher Breite und 338,7 und 334,3° östlicher Länge, am westlichen Auslauf des Canyonsystems Sylph Chasma. Er liegt südwestlich des Kraters Mab und nordwestlich des Kraters Melosine.
Der Krater verfügt über einen Zentralberg. Helles Auswurfmaterial (Ejekta) in der Nähe des Kraters Agape ist kaum zu sehen. Die Hälfte des Kraters ist gefüllt mit Ausfluss aus dem Kryovulkanismus, welcher die Sylph Chasma hat entstehen lassen.

## Benennung
Der Krater wurde benannt nach Agape aus Edmund Spensers Hauptwerk The Faerie Queene, einer epischen Ritterromanze aus dem 16. Jahrhundert. Agape ist dort die Mutter von Cambina, Diamond, Priamond und Triamond. Da der Mond Ariel nach dem Luftgeist aus William Shakespeares Der Sturm benannt wurde, werden Oberflächenmerkmale auf Ariel von der Internationalen Astronomischen Union (IAU) ebenfalls nach Luftgeistern benannt.
Beim Vorbeiflug der Raumsonde Voyager 2 im Januar 1986 konnten 35 Prozent der Ariel-Oberfläche in einer Auflösung fotografiert werden, die eine astrogeologische Auswertung erlaubt. Dazu gehörte auch der Krater Agape. Die Benennung erfolgte 1988.